# Angolai piton
Az angolai piton (Python anchietae) Dél-Angolában és Észak-Namíbiában honos, 1,2-1,8 méter hosszú, nem mérges kígyófaj. Tudományos nevét José Alberto de Oliveira Anchieta portugál felfedezőről kapta.

## Megjelenése

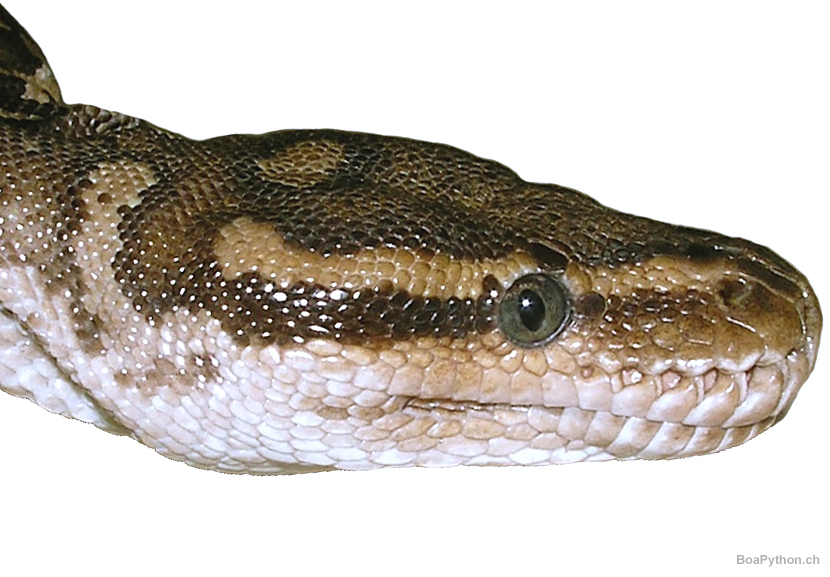
Angolai piton feje. Jól láthatóak az felső ajakpikkelyek között a hőérzékelő szervek

Az angolai piton átlagosan 1,2 méteres, a legnagyobb példányok sem haladják meg az 1,8 métert. Alapszíne vörösbarna vagy barna (esetenként majdnem fekete) amit szabálytalan fehéres vagy krémszínű foltok és sávok tarkítanak. Hasa sárga. Feje tetején egy nagy háromszög alakú folt látható, amit egy fekete-sötétbarna, azontúl pedig egy krémszínű-fehér keskeny sáv keretez. Feje viszonylag kicsi; szemei nagyok, kiemelkedőek. Felső ajakpikkelyei között jól láthatóak a fejlett hőérzékelő szervek, öt-öt mindkét oldalon. Törzse erőteljes, vaskos; kissé ellapuló. Pikkelyei kicsik, domborúak, testfelülete olyan mintha sok száz apró gyöngyből tevődne össze. Ez a jelenség más sivatagi hüllőknél is megfigyelhető, haszna az, hogy a pikkelyek közötti mélyedésekben megül a hajnali vagy esti harmat vagy egyéb nedvesség.

## Elterjedése
Dél-Angolában és Észak-Namíbiában honos, kb. a 700–1600 m tengerszint fölötti magasság között.   

## Életmódja

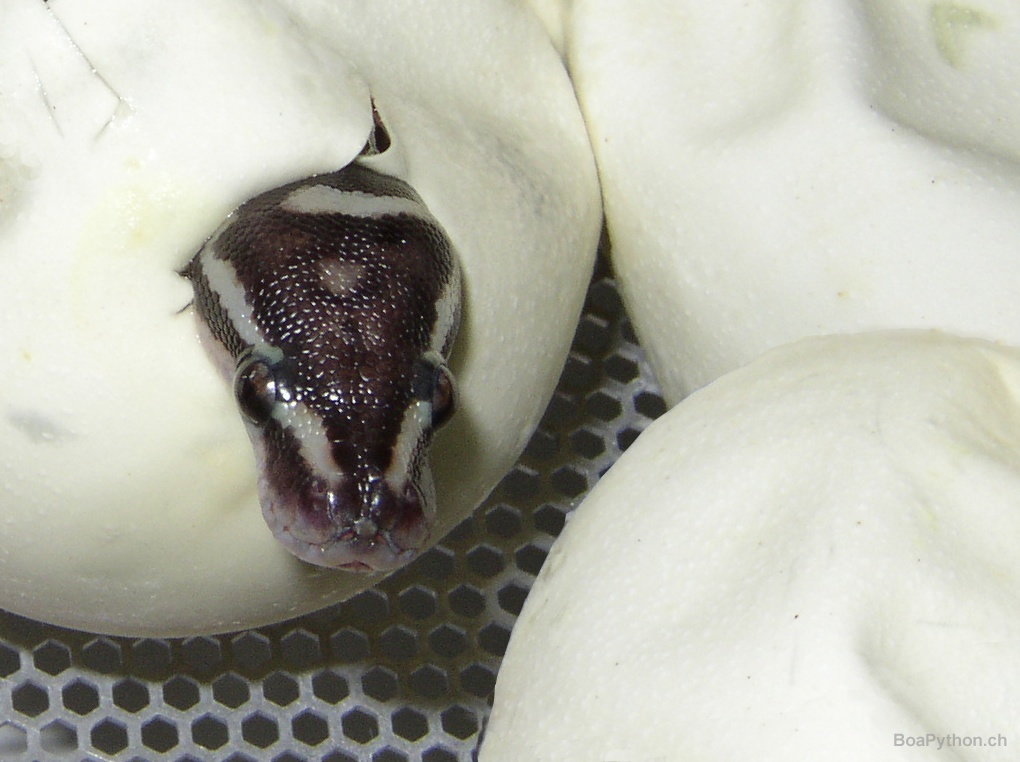
Tojásból kikelő angolai piton

Sziklás hegy- és dombvidékek, száraz bozótosok, vagy síkságok, félsivatagok lakója, de leginkább a vízlelőhelyek közelében található meg.
Nappal aktív, kisemlősökkel és földön fészkelő madarakkal táplálkozik. Ha nem vadászik sziklarepedésekben, kövek alatt, kis barlangokban húzódik meg. A felnőtt példányoknak nincs ragadozója, a fiatalokat ragadozó madarak, mongúzok támadhatják meg. Ha veszély fenyegeti, testével összegömbölyödik és fejét középre rejti. Az emberre nem jelent veszélyt.
Tojásokkal szaporodik, a nőstény egyszerre 4-5-öt rak le, amelyek 70 nap múlva kelnek ki. A kikelő pitonok 40–50 cm hosszúak.

## Természetvédelmi helyzete
Életmódja csak kevéssé ismert, mert életterének nagy része hosszú ideig az angolai polgárháború miatt hozzáférhetetlen volt. Namíbiában védett, exportja tiltott. Igen ritkán, de előfordul állatkertekben, terraristáknál is. A Természetvédelmi Világszövetség Vörös listáján nem fenyegetett státusszal szerepel, mert viszonylag nagy területen elterjedt és élettere jórészt az ember által lakhatatlan.      